# Borgo Valsugana
Borgo Valsugana település Olaszországban, Trento megyében. Lakosainak száma 7021 fő (2023. január 1.). Borgo Valsugana Asiago, Castelnuovo, Levico Terme, Novaledo, Roncegno Terme, Ronchi Valsugana, Telve, Telve di Sopra és Torcegno községekkel határos.
1954. augusztus 19-én Borgo Valsugana-i otthonában hunyt el Alcide De Gasperi Olaszország kereszténydemokrata miniszterelnöke (1945-1953).

## Népesség
A település népességének változása:
| Lakosok száma | 6927 | 6949 | 7021 |
|               | 2017 | 2018 | 2023 |